# Desanka Maksimović
Desanka Maksimović (ur. 16 maja 1898 w Rabrovicy k. Valjeva, zm. 11 lutego 1993) – serbska poetka i prozatorka. Od 1959 członkini Serbskiej Akademii Nauk i Sztuk.
Studiowała komparatystykę, historię i historię sztuki (Uniwersytet w Belgradzie) oraz estetykę (Sorbona). Edukację zakończyła w 1925. Do 1953 roku zajmowała się zawodowo nauczaniem w gimnazjach (w Obrenovcu, Dubrowniku i Belgradzie).
Podróżowała do Bułgarii, Związku Radzieckiego, 
Stanów Zjednoczonych i Kanady.
Na język polski tłumaczyli ją Wisława Szymborska i Zygmunt Stoberski.

## Twórczość
Najważniejszą częścią dorobku Desanki Maksimović była poezja. Jej wiersze zawierają duży pierwiastek optymizmu (w późniejszej twórczości łączącego się z melancholią) i (szczególnie w twórczości powojennej) patriotyzmu. Odwołują się też często do bardzo osobiście odbieranej przyrody. Jej poezja jest melodyjna i śpiewna. Porusza szeroki zakres tematów, od przeżyć osobistych po dotyczące historii narodu.
Jako prozatorka nie odniosła większego sukcesu.

### Wybrana twórczość[1][3]

#### Tomy poetyckie
- Wiersze (org. Pesme, 1924)
- Ogród dzieciństwa (org. Vrt detinjstvа, 1927)
- Zielony rycerz (org. Zeleni vitez, 1930)
- Uczta na łące (org. Gozbа nа livаdi, 1932)
- Nowe wiersze (org. Nove pesme, 1936)
- Poeta i kraj ojczysty (org. Pesnik i zаvičаj, 1946)
- Ojczyzno, tu jestem (org. Otаdžbino, tu sаm, 1951)
- Zapach ziemi (org. Miris zemlje, 1955)
- Jeniec snów (org. Zаrobljenik snovа, 1960)
- Proszę o łaskę (org. Trаžim pomilovаnje, 1964)
- Nie mam już czasu (org. Nemаm više vremena, 1973)
- Latopis potomków Paruna (org. Letopis Perunovih potomаkа, 1976)

#### Poematy
- Wyzwolenie Cvety Andrić (org. Oslobođenje Cvete Andrić, 1945)
- Rzeka pomocnica (org. Reka pomoćnica, 1948)

#### Proza
- Szaleństwo serca (org. Ludilo srcа, 1931) – zbiór opowiadań
- Jak oni żyją (org. Kako oni žive, 1935) – zbiór opowiadań
- Straszna zabawa (org. Strаšnа igrа, 1954) – zbiór opowiadań
- Otwarte okno (org. Otvoren prozor, 1954) – powieść
- Buntownicza klasa (org. Buntovan razred, 1960) – powieść

#### Twórczość dla dzieci
- Kolorowa torebka (org. Šаrenа torbicа, 1943)

## Wydania polskie
- Desanka Maksimović: Poezje. Wybór wierszy, przekł. i posł. Grzegorz Łatuszyński. chamo.bj.uj.edu.pl. [dostęp 2017-01-01]. (pol.).
- Desanka Maksimović, Dara Sekulić, Vesna Parun: Trzy Gracje : wiersze. Wybrała, z serbsko-chorw. przeł. i wstępem opatrzyła Łucja Danielewska. chamo.bj.uj.edu.pl. [dostęp 2017-01-01]. (pol.).
- Desanka Maksimović: Prośba o łaskę. Przeł. Alija Dukanović. Warszawa: Państwowy Instytut Wydawniczy, 1972. Brak numerów stron w książce